# Rodolfo Lesica
Rodolfo Lesica, geborener Rodolfo Alberto Aiello, Pseudonym Rodolfo Alberti (* 12. November 1928 in Buenos Aires; † 19. Juli 1984 ebenda) war ein argentinischer Musiker. Er war Tangosänger, Interpret und Komponist.

## Familiäres Umfeld
Rodolfo Lesica wurde im Stadtteil (Barrio) Parche Chaccabuco geboren. Sein Vater Carmelo Aiello war ebenfalls Musiker und arbeitete als Bandoneonspieler, Bandleader und Komponist. Sein älterer Bruder Oscar Aiello war Pianist im Tango-Orchester seines Vaters.